# 富文街道
富文街道，是中华人民共和国吉林省白城市洮南市下辖的一个乡镇级行政单位。

## 行政区划
富文街道下辖以下地区：
富强社区和富兴社区。